# Želiezovce
Želiezovce és una ciutat d'Eslovàquia. Es troba a la regió de Nitra.

## Història
La primera menció escrita de la vila es remunta al 1274.

## Demografia
| Godina             | 1994 | 2004   | 2014   | 2024   |
| ------------------ | ---- | ------ | ------ | ------ |
| Nombre de persones | 7602 | 7522   | 7056   | 6558   |
| Diferència         |      | −1,05% | −6,19% | −7,05% |

| Godina             | 2023 | 2024   |
| ------------------ | ---- | ------ |
| Nombre de persones | 6588 | 6558   |
| Diferència         |      | −0,45% |

## Ciutats agermanades
Želiezovce està agermanada amb:
- Trstená, Eslovàquia
- Barcs, Hongria
- Makó, Hongria
- Miercurea Ciuc, Romania